# Cremna ceneus
Cremna ceneus är en fjärilsart som beskrevs av Pieter Cramer 1777. Cremna ceneus ingår i släktet Cremna och familjen Riodinidae. Inga underarter finns listade i Catalogue of Life.